# 岡山県道238号上芳賀岡山線
岡山県道238号上芳賀岡山線（おかやまけんどう238ごう かみはがおかやません）は、岡山県岡山市北区を通る一般県道である。

## 概要
岡山市北区芳賀（上芳賀地区）から岡山市北区津島京町3丁目を結ぶ。
上芳賀丘陵地に造成された住宅地「芳賀佐山団地」ならびに「集合県営住宅」に直結しており、大規模スーパーの激戦区にも通じているため、これらに同様に直結する岡山県道239号上芳賀大窪線と並んで同地区住人の重要な生活幹線としての役割を担っている。また道路終点には岡山商科大学が、途中には岡山県立岡山一宮高等学校、岡山市立平津小学校が存在しており、それぞれの学校に通う一部学生・児童の生活道路、通学路として頻繁な利用がある。
以上の事情のため、この道路は年齢を問わず数多くの人間が行き来する、この地域（馬屋下・桃丘・平津の3小学区）では外す事のできない主要生活幹線の役割を持っている。
国道53号と交わる首部橋西交差点から平津橋に向かって、国道180号の一宮地域方面や岡山西バイパスに出る迂回路として利用されるために朝夕は激しく渋滞する。

### 路線データ
- 起点：岡山県岡山市北区芳賀（岡山県道72号岡山賀陽線支線交点、岡山県道239号上芳賀大窪線起点）
- 終点：岡山県岡山市北区津島京町三丁目（商大前交差点、岡山市道301000197号伊島町二丁目吉宗線（旧国道53号）交点）
- 総延長：約7 km

## 路線状況

### 路線バス
- 中鉄バス 岡山発平津橋楢津経由芳賀佐山団地線[注釈 1]

## 地理

### 通過する自治体
- 岡山市（北区）

### 交差する道路
| 交差する道路                                            | 交差する場所   | 交差する場所        |
| ------------------------------------------------------- | -------------- | ------------------- |
| 岡山県道72号岡山賀陽線 / 支線 岡山県道239号上芳賀大窪線 | 芳賀           | 起点                |
| 国道53号                                                | 首部（こうべ） | 首部橋西交差点      |
| 岡山市道301000197号伊島町二丁目吉宗線                   | 津島京町3丁目  | 商大前交差点 / 終点 |

### 沿線
- どうどう池

この近辺には天理教、崇教真光の支部が存在している。
- 岡山市立桃丘小学校
- 岡山市立平津小学校
- 岡山県立岡山一宮高等学校
- 岡山商科大学
- 馬屋下・桃丘・平津地区マスカット温室郡
- 馬屋下・桃丘・平津地区桃果畑郡
- イオンタウン一宮

開店当初はメガマート一宮店だけ存在し、日本国内初のメガマートだった。その後、別棟でマックスバリュが完成した。メガマートにはケンタッキーフライドチキン、マックスバリュにはマクドナルド、クリーニング店、福井堂（備前市に本店がある和菓子屋）がテナントとして入居していた。駐車場内に別棟でauショップがあった。
メガマートの閉店後に数年たってからメガマートだった建物にマックスバリュが移転した。その後は以下の通りである。
ザ・ビッグ - マックスバリュからザ・ビッグに店名変更されている店舗である（テナントで、auショップと美容室とクリーニング店と宝くじ売り場が入居している）。・リックコーポレーションのホームセンタータイムが元マックスバリュだった建物を使用して別棟で入っている。別棟だったauショップがザ・ビッグ内に移転している（福井堂とケンタッキーとマクドナルドは撤退している）。
- 鬼首塚（吉備津神社縁起による鬼退治の鬼が当初首を埋められたとされる塚）
- 商大前交差点（岡山市内初の歩車分離式信号機モデル交差点）